# Allianz Parque
Allianz Parque is een multi-functioneel sportstadion in São Paulo, Brazilië. Het stadion vervangt het vroegere Estádio Palestra Itália. Het is eigendom en het thuisstadion van SE Palmeiras. Het stadion kan ook gebruikt worden voor andere sportwedstrijden, culturele manifestaties en concerten. Een van de eerste concerten in het stadion was een reeks van twee optredens in november 2014 van Paul McCartney.
De inaugurale voetbalwedstrijd op 19 november 2014 tussen SE Palmeiras en Sport Club do Recife werd door de thuisploeg met 0-2 verloren.